# Hrabstwo Knox (Tennessee)
Hrabstwo Knox (ang. Knox County) – hrabstwo w stanie Tennessee w Stanach Zjednoczonych. Obszar całkowity hrabstwa obejmuje powierzchnię 525,78 mil² (1361,76 km²). Według szacunków United States Census Bureau w roku 2009 miało 435 725 mieszkańców.
Hrabstwo powstało w 1792 roku. 

## Miasta
- Farragut
- Knoxville[4]

## CDP
- Mascot[4]

| Populacja hrabstwa w poprzednich latach | Populacja hrabstwa w poprzednich latach |
| Rok                                     | Liczba ludności                         |
| --------------------------------------- | --------------------------------------- |
| 1980                                    | 318 539                                 |
| 1990                                    | 335 749                                 |
| 2000                                    | 382 032                                 |
| 2005                                    | 404 972                                 |